# Caffrolix patruelis
Caffrolix patruelis är en insektsart som beskrevs av Carl Stål 1859. Caffrolix patruelis ingår i släktet Caffrolix och familjen dvärgstritar. Inga underarter finns listade i Catalogue of Life.